# 2,4,4-trimethyl-1-penteen
2,4,4-trimethyl-1-penteen of α-di-isobutyleen is een organische verbinding met als brutoformule C8H16. Het is een structuurisomeer van 1-octeen en 2,4,4-trimethyl-2-penteen of β-di-iso-butyleen. De stof komt voor als een kleurloze vloeistof met een kenmerkende geur, die onoplosbaar is in water. Zowel de vloeistof als de damp zijn licht ontvlambaar.
De twee isomeren 2,4,4-trimethyl-1-penteen en 2,4,4-trimethyl-2-penteen worden ook iso-octeen genoemd. Iso-octeen is een dimeer van isobuteen. Het is een onverzadigde koolwaterstof die door hydrogenering omgezet kan worden in de verzadigde verbinding iso-octaan.

## Toxicologie en veiligheid
2,4,4-trimethyl-1-penteen reageert hevig met oxiderende stoffen en zuurstof.
De stof is irriterend voor de ogen, de huid en de luchtwegen. Blootstelling aan hoge concentraties (meer dan 300 ppm) kan bewusteloosheid veroorzaken.